# Vicent Mascarell Tarrazona
Vicent Mascarell Tarrazona (Gandia, 1973) és un polític i advocat valencià, secretari d'organització del Partit Socialista del País Valencià (PSPV-PSOE) des de 2024.
Llicenciat en Dret per la Universitat de València, és regidor pel PSPV a l'Ajuntament de Gandia des de l'any 1999. Anteriorment ha estat lider juvenil del partit com a vicesecretari general de Joves Socialistes i co-fundador del sindicat estudiantil Campus Jove. El 2017 va ser triat secretari d'organització de l'executiva provincial de València i al congrés extraordinari de 2024 va donar el salt a l'executiva nacional també com a secretari d'organització. En dit congrés fou elegida Diana Morant, també gandiana, com a secretària general del PSPV-PSOE.
Vicent Mascarell és diputat provincial a la Diputació de València des de 2019 com a responsable d'Hisenda, i des de 2023 a l'oposició.